# MAN SG 200 HO

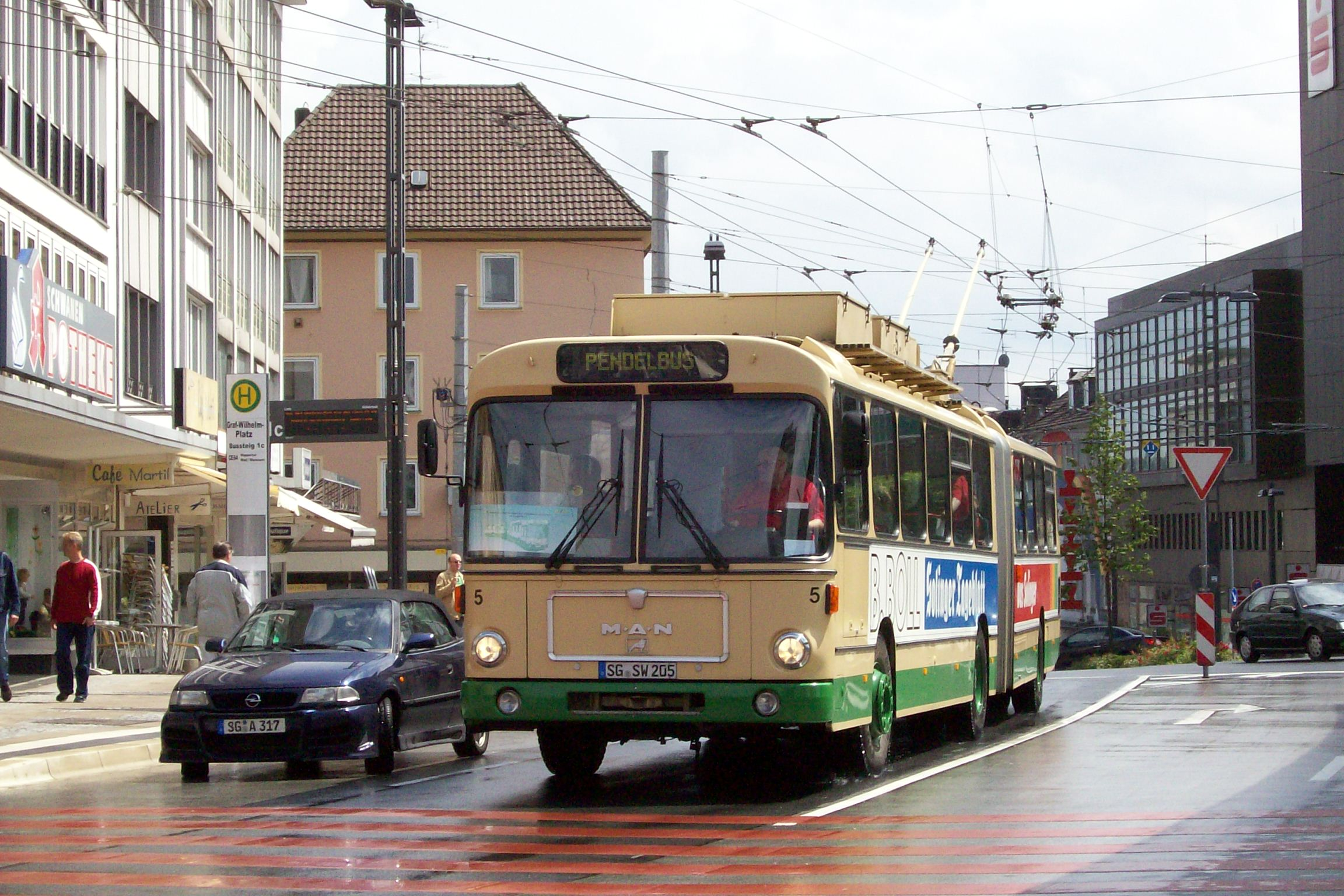
Wagen 5 wird als letzter SG 200 HO der Stadtwerke Solingen museal erhalten

Der MAN SG 200 HO ist ein deutsch-österreichischer Oberleitungsbus-Typ. Die Gelenkwagen wurden als Joint-Venture gemeinsam von den Unternehmen MAN, ÖAF, Gräf & Stift und Kiepe produziert. Das Fahrzeug basiert konstruktiv auf dem VÖV-I Standardlinienbus, insbesondere auf dem parallel gebauten Omnibus-Modell MAN SG 240 H. Die Abkürzung SG steht für Standard-Gelenkbus, 200 für die Leistung in PS und HO für Heckmotor-Oberleitungsbus.
Dieser Typ wurde extra für die Winterverhältnisse in Solingen konzipiert.

## Einsatz
Wichtigster Einsatzbetrieb des Typs MAN SG 200 HO waren die Stadtwerke Solingen (SWS), für den Oberleitungsbus Solingen wurden insgesamt 21 Wagen produziert (Betriebsnummern 1 bis 21). Sie lösten dort die Vorgängerfahrzeuge des Typs Trolleybus Solingen ab. Ein 22. Fahrzeug wurde Ende 1986 als Ersatz für den am 28. Januar des gleichen Jahres ausgebrannten Wagen Nummer 7 beschafft. Sie waren dort zwischen 1984/85 und dem 18. Juni 2003 im Einsatz. 20 Wagen wurde in den Jahren 2002 bis 2004 an den Oberleitungsbus Sarajevo in Bosnien und Herzegowina abgegeben, wo im Februar 2019 die letzte Einheit verschrottet wurde. Lediglich Wagen 5 blieb in Solingen erhalten, er ging in den Besitz des Obus-Museums Solingen e.V. über. Der Wagen wird zeitweilig an die Stadtwerke Solingen ausgeliehen und kommt auf diese Weise auch heute noch hin und wieder im regulären Fahrgastbetrieb zum Einsatz, insbesondere bei Fahrzeugmangel während der morgendlichen Hauptverkehrszeit.

## Fahrzeuge
| Wagennummer | Anmeldung          | Ausmusterung      | Km-Stand  | Besonderheit |
| ----------- | ------------------ | ----------------- | --------- | --- |
| 1           | 17. Januar 1984    | 7. Mai 2003       | 1.055.275 | einziger Kilometermillionär                                                                                                 |
| 2           | 22. August 1984    | 28. Januar 2003   | 995.523   | |
| 3           | 26. November 1984  | 10. Juni 2003     | 987.402   | |
| 4           | 26. November 1984  | 28. Januar 2003   | 962.993   | Grundmodernisierung und neue Lackierung in das neue SWS-Design gelb und blau auf einem hellgrauen Hintergrund               |
| 5           | 28. November 1984  | 7. Mai 2003       | 970.252   | Grundmodernisierung und neue SWS-Lackierung, 2004 Verkauf an das Obus-Museum Solingen, davor Werbung für die Regionale 2006 |
| 6           | 20. September 1984 | 10. Juni 2003     | 926.241   | |
| 7*          | 20. September 1984 | 5. Februar 1986   | 86.837    | Brand am 28. Januar 1986, Teile beim Neufahrzeug verwendet                                                                  |
| 7           | 23. Dezember 1986  | 3. Juni 2003      | 872.209   | * Neufahrzeug für Wagen 7, neue SWS-Lackierung                                                                              |
| 8           | 20. September 1984 | 7. Mai 2003       | 990.116   | |
| 9           | 20. September 1984 | 28. November 2001 | 976.962   | |
| 10          | 26. November 1984  | 10. Juni 2003     | 916.450   | Grundmodernisierung ohne neue Lackierung                                                                                    |
| 11          | 7. Dezember 1984   | 28. November 2001 | 934.099   | |
| 12          | 26. November 1984  | 28. November 2001 | 949.005   | |
| 13          | 7. Dezember 1984   | 17. April 2003    | 994.519   | |
| 14          | 7. Dezember 1984   | 28. November 2001 | 938.357   | |
| 15          | 13. Dezember 1984  | 28. November 2001 | 930.302   | |
| 16          | 13. Dezember 1984  | 28. November 2001 | 883.038   | |
| 17          | 13. Dezember 1984  | 3. Juni 2003      | 924.621   | Grundmodernisierung und neue SWS-Lackierung                                                                                 |
| 18          | 13. Dezember 1984  | 10. Juni 2003     | 905.231   | Grundmodernisierung und neue SWS-Lackierung                                                                                 |
| 19          | 6. Mai 1985        | 17. April 2003    | 928.889   | |
| 20          | 6. Mai 1985        | 23. Juni 2003     | 934.375   | Abschiedsfahrt als „Meine Letzte Fahrt“ am 20. Juni 2003 auf Linie 681                                                      |
| 21          | 6. Mai 1985        | 28. November 2001 | 894.060   | |

## Prototyp SG 200 TH
Vor den 22 Serienwagen des Typs MAN SG 200 HO existierte bis 1983 auch ein 1979 von der ÖAF – Gräf & Stift AG im Auftrag der MAN nach den VÖV-Standard-Linienbus-Maßen gebauter Prototyp. Der 17,32 m lange dreitürige Gelenkbus mit einem zulässigen Gesamtgewicht von 26 t hatte einen im hinteren Fahrzeugteil untergebrachten Reihenschlussmotor von Garbe, Lahmeyer/Kiepe mit einer Leistung von 170 kW, der sowohl die die letzte Achse als auch über eine weitere Gelenkwelle durch das Gelenk die mittlere Achse antrieb, die beide doppelt bereift waren. Im Heck war rechts als Hilfsmotor für stromlose Abschnitte ein 4-Zylinder-Verbrennungsmotor (63 kW) mit Automatikgetriebe untergebracht, der über Magnetkupplung und Kettenantrieb durch den E-Motor auf beide Antriebsachsen wirkte. Der Bus mit einer Fußbodenhöhe von 73,5 cm hatte 55 Sitz- und 105 Stehplätze. Der Wagen wurde unter der Betriebsnummer 81 fast drei Jahre lang in Solingen getestet und erprobt, bevor die Serie bestellt wurde, und war als Typ SG 200 TH (Trolleybus-Heckmotor) bezeichnet.
Dieser Prototyp wurde 1983 an MAN zurückgegeben und dort nach Demontage der elektrischen Ausrüstung eingelagert, ehe er um 1987 an das Unternehmen Omnibus-Verkehr Ruoff weiterverkauft wurde, wo man ihn in eigener Werkstatt zu einem Dieselbus mit der neuen Betriebsnummer 8051 umbaute. 1995 wurde er nach einem Drehkranzschaden ausgemustert und verschrottet.
Weitere verwandte Baureihen sind unter VÖV-Oberleitungsbusse von MAN und Gräf & Stift aufgeführt.